# Півкозич
Півкозич (пол. Półkozic) , Полукоза, Напівкоза — родовий герб польської, української, литовської, білоруської шляхти. Цей герб використовували представники різних шляхетських родин в часи Речі Посполитої.

## Історія
За переказом цей герб вперше здобув лицар на ім'я Ставіш, який захищав іноземний замок Етеч (Ечех) проти язичників. Коли замок був в облозі, лицар наказав вбити козла і осла, і використав їхню кров щоб розмалювати стіни замку і довести язичникам, що у захисників замку багато м'яса. Язичники відступили, за що король Болеслав Хоробрий надав лицарю цей герб.
Носії цього гербу згадуються з часів П'ястів. Первісно вони були пов'язані з землями Малої Польщі, (землі Сандомира, Кракова), Любліна, Рави Мазовецької, Сєрадза і Червоної Русі.
Після Городельської унії право носіння герба було передано представникам шляхти Литви, України та Білорусі.

## Родини, які належать до гербу
Всього цим гербом користувалися 274 (за іншими даними 270) шляхетських родин, а саме (список подається за польською абеткою): Аксамитовські (Aksamitowski), Бялі (Білі) (Biały), Бєдковські (Biedkowski), Бєліцькі (Білицькі) (Bielicki), Бєтковські (Bietkowski), Блажевські (Błażewski), Блажовські (Błażowski), Блендовські (Błędowski), Бобрковські (Bobrkowski), Бобрики (Bobryk), Бобрикевичі (Bobrykiewicz), Бобриковичі (Bobrykowicz), Бобриковські (Bobrykowski), Боб(р)жикевичі (Bobrzykiewicz), Богуміловичі (Bogumiłowicz), Богуміловські (Bogumiłowski), Боґуші (Bogusz), Боґушевичі (Boguszewicz), Богуші (Bohusz), Богушевичі (Bohuszewicz), Бо(р)женцькі (Borzęcki), Бо(р)жими (Borzym), Бреньські (Breński), Бронішевські (Broniszewski), Бронішовські (Broniszowski), Б(р)женьські (Brzeński), Б(р)жостовські, Берестовські (Brzostowski), Хмелевські (Chmielewski), Хмельовські (Chmielowski), Хоронжиці (Chorążyc), Х(р)жонщевські (Chrząszczewski), Ціхоцькі (Cichocki), Чарки (Czark), Чарковські (Czarkowski), Чарнеї (Czarnej), Чарнеки (Czarnek), Чарнки (Czarnka), Чарнко (Czarnko), Чарнковські (Czarnkowski), Чижовські (Czyżowski), Данелецькі (Danielecki), Даніковські (Danikowski), Данилецькі (Danilecki), Данковські (Dankowski), Даньковські (Dańkowski), Домбковські (Dąbkowski), Демчинські (Demczyński), Длуські (Dłuski), Доброшевські (Dobroszewski), Добришовські (Dobryszowski), Дорняки (Dorniak), Друшковські (Druszkowski), Д(р)жевицькі (Drzewicki), Галінські (Galiński), Гардлінські (Gardliński), Гарлінські (Garliński), Гебултовські (Giebułtowski), Глинські (Gliński), Гливінські (Gliwiński), Гостйовські (Gostjowski), Гостийовські (Gostyjowski), Гостинські (Gostyński), Градовські (Gradowski), Гродовські (Grodowski), Ґронвальди (Gronvald), Ґронвальдські (Gronwaldski), Гутовські (Gutowski), Герецькі (Herecki), Гіньча (Hińcza), Горецькі (Horecki), Індики (Indyk), Істмонти (Istmont), Істмунти (Istmunt), Єдленські (Jedleński), Єдлінські (Jedliński), Єленевичі (Jeleniewicz), Юрковські (Jurkowski), Юстимонти (Justymont), Калинські (Kaliński), Камєнські (Камінські) (Kamieński), Карклінські (Karkliński), Кавецькі (Kawiecki), Кочинські (Koczyński), Корклінські (Korkliński), Кориценські (Korycieński), Косковські (Koskowski), Кошуби (Koszuba), Кшиковські (Криковські) (Krzykowski), Кшивковські (Кривковські) (Krzywkowski), Кукіль (Kukiel), Кукви (Kukwa), Кульви (Kulwa), Курдвановські (Kurdwanowski), Курдиновські (Kurdynowski), Лясковські (Laskowski), Лекарські (Lekarski), Ленарські (Lenarski), Лесевичі (Lesiewicz), Лесевські (Lesiewski), Лешницькі (Lesznicki), Лесницькі (Лєсьніцькі, Лєшніцькі) (Leśnicki), Лесьневичі (Лєшневичі) (Leśniewicz), Лесьньовичі (Лєшньовичі) (Leśniowicz), Ліґендзевичі (Ligendziewicz), Ліґензи (Ligęza), Лінкса (Linksa), Лінкша (Linksza), Лінкс (Linx), Липницькі (Lipnicki), Ласічевські (Łasiczewski), Лайщевські (Łayszczewski), Ломановичі (Łomanowicz), Махницькі (Machnicki), Майори (Major), Маршевські (Marszewski), Маршовські (Marszowski), Мавольські (Mawolski), Миколаєвські (Mikołajewski), Млоцькі (Młocki), Млодецькі (Młodecki), Млодницькі (Młodnicki), Молдавські (Mołdawski), Молодавські (Mołodawski), Молодецькі (Mołodecki), Мошгові (Moszgowy), Мозґави (Mozgawa), Мислянські (Мишлянські) (Myślański), Населовські (Nasiełowski), Насиловські (Nasiłowski), Насінські (Nasiński), Насьоловські (Nasiołowski), Несьоловські (Niesiołowski), Невяровичі (Невіровичі) (Niewiarowicz), Невяровські (Невіровські) (Niewiarowski), Невєровичі (Niewierowicz), Невєровські (Niewierowski), Невинські (Niewiński), Нікелі (Nikiel), Нивинські (Niwiński), Нововєйські (Nowowiejsk)i, Никелі (Nykiel), Облонки (Obłąk), Ободинські (Obodyński), Опочинські (Opoczyński), Орликовські (Orlikowski), Паховські (Pachowski), Павловські (Pawłowski), Пекури (Pekur), Пелки (Pełka), Перакладовські (Perakładowski), Перекладовські (Perekładowski), Петрики (Petryk), Пекарські (Piekarski), Пест(р)жецькі (Пестшецькі) (Piestrzecki), Пест(р)жицькі (Пестшицькі) (Piestrzycki), Петрики (Pietryk), Пікарські (Pikarski), Плехневичі (Plechniewicz), Пліхти (Plichta), Плішки (Pliszka), Плюхневичі (Pluchniewicz), Плохути (Płochut), Побікровські (Pobikrowski), Подбєльські (Podbielski), Поґорські (Pogorski), Поґоські (Pogoski), Погорські (Pohorski), Погоські (Pohoski), Поляські (Polaski), Потриковські (Potrykowski), Потворовські (Potworowski), Пріцлевіц (Pritzlewitz), Простинські (Prostyński), Пшеманковські (Przemankowski), Пшерадовські (Przeradowski), Пшеславські (Przesławski), Пулаські (Pułaski), Радзішевські (Radziszewski), Рокоші (Rokosz), Руцькі (Rucki), Жешовські (Ржешовські) (Rzeszowski), Самохоцькі (Samochocki), Савновські (Sawnowski), Сегень (Seheń), Сенкевичі (Senkiewicz), Сепіховські (Sepichowski), Семпіховські (Sępichowski), Сєгень (Sieheń), Сєнкевичі (Sienkiewicz), Сестшенець (Сест(р)женець) (Siestrzeniec), Сьостшеніц (Сьост(р)женіц) (Siostrzenic), Скотницькі (Skotnicki), Славці (Sławiec), Смоки (Smok), Снєжинські (Snieżyński, Śnieżyński), Сохи (Socha), Сопіховські (Sopichowski), Стамеровські (Stamierowski), Стамировські (Stamirowski), Староленські (Starołęski), Ставіші (Stawisz), Стригоцькі (Strygocki), Стригуцькі (Strygucki), Стшалковські (Ст(р)жалковські) (Strzałkowski), Стшигоцькі (Ст(р)жигоцькі) (Strzygocki), Стипалковські (Stypałkowski), Свендерські (Swenderski, Swęderski, Śwenderski), Щанецькі (Szczaniecki), Щековські (Szczekowski), Шпаковські (Szpakowski), Свідерські (Świderski), Свідзінські (Świdziński), Свічки (Świeczka), Свє(р)жинські (Świerzyński, Świeżyński), Табори (Tabor), Таборовичі (Taborowicz), Таборовські (Taborowski), Табортовські (Tabortowski), Таворовські (Taworowski), Томаші (Tomasz), Т(р)жцінські (Trzciński), Тшевлінські (Т(р)жевлінські) (Trzewliński), Уд(р)жинські (Udrzyński), Ушинські (Uszyński), Вавровські (Wawrowski), Вонсіцькі (Wąsicki), Воншицькі (Wąszycki), Велепницькі (Wielepnicki), Велевєйські (Wielewiejski), Вельовєйські (Wielowiejski, Wielowieyski), Вільдські (Wildski), Віленцькі (Wilęcki), Вілендзькі (Wilędzki), Вільські (Wilski), Вінтилл (Wintyłł), Вінтилло (Wintyłło), Влодеки (Włodek), Воєнські (Wojeński), Вольські (Wolski), Волчеки (Wołczek), Вроцімовські (Wrocimowski), Вроцьміровські (Wroćmirowski), Загвойські (Zagwojski), Закшевські (Зак(р)жевські) (Zakrzewski), Залясовські (Zalasowski), Заляссовські (Zalassowski), Заляшовські (Zalaszowski), Залязовські (Zalazowski), Залазовські (Załazowski), Засади (Zasada), Зашади (Zaszada), Завадзькі (Zawadzki), Завіші (Zawisza), Зембицькі (Зємбіцькі) (Ziembicki), Зембліцькі (Ziemblicki), Злоцькі (Złocki), Злотчські (Złotczski), Злотницькі (Złotnicki), Зоревичі (Zorewicz), Звольські (Zwolski), Жебровські (Żebrowski), Желязовські (Żelazowski), Женкевичі (Żenkiewicz), Жоревичі (Żorewicz), Журавські (Żórawski, Żurawski), Жихоровичі (Żychorowicz), Жигоровичі (Żygorowicz, Żyhorowicz).

## Носії
- Ян, син Пакослава (володаря Ряшева);— дипломат короля Казимира III.
- Мартин з Вроцимовича — прапороносець Краківської землі в Грюнвальдській битві
- Міхал з Чижова — член Королівської Ради Владислава II Ягайла.
- Сім'я барона Грюнвальдського, власника села Грюнвальд (Грюнвальдська битва).
- Свідзінський Міхал

## У культурі
Герб використовує рід Горешко з поеми Адама Міцкевича «Пан Тадеуш».